# 地球最後の男 (1999年の映画)
『地球最後の男』（原題: The Last Man on Planet Earth）は、 1999年に製作されたアメリカ合衆国のテレビ映画。日本では、劇場未公開。

## キャスト
- ホープ・チェイス：ジュリー・ボーウェン
- アダム：ポール・フランシス
- カーラ・ハスティング捜査官：タムリン・トミタ
- エスター：L・スコット・カルドウェル
- ビバリー・ストークス博士：エリザベス・デネヒー
- エリザベス・リッグス：ヴェロニカ・カートライト
- キャロル：リサ・ロング
- ジョン：クリフ・デ・ヤング
- カレン：キンバリー・ピーターソン
- グリーン捜査官：ナンシー・ハウアー
- ボビー・ギルロイ：ティム・ハリック
- マザー：マーサ・ハケット
- ライラ：ティミ・プルーヒエル
- ドクター：アニータ・フィンレイ